# Klinik Hohe Warte

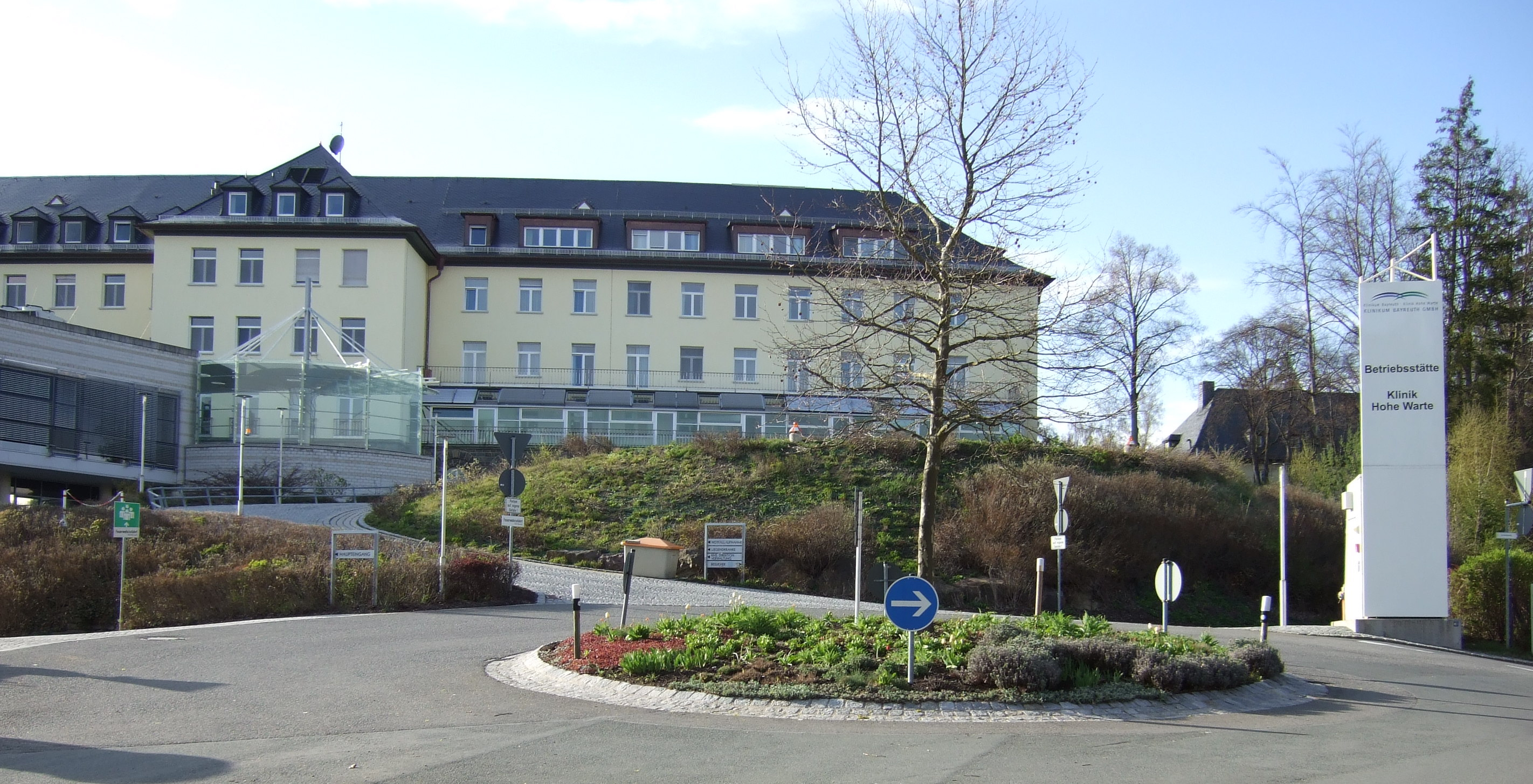
Zufahrt zum Krankenhaus Hohe Warte

Die Klinik Hohe Warte Bayreuth (KHW) ist ein öffentliches Akutkrankenhaus und Fachklinik für die Versorgung sowie Rehabilitation von Querschnittpatienten und Schädel-Hirn-Verletzten. Nach dem Krankenhausplan des Freistaates Bayern ist das KHW in Kooperation mit dem Klinikum Bayreuth ein Krankenhaus der III. Versorgungsstufe. Das Krankenhaus verfügt über insgesamt 293 Betten, davon 73 Betten in der Klinik für Querschnittgelähmte.

## Geschichte
Am 14. Mai 1938 wurde durch die Nationalsozialistische Volkswohlfahrt der Grundstein für das Krankenhaus gelegt. Die Bauzeit betrug etwa vier Jahre. Das Krankenhaus wurde unter dem Namen Winifred-Wagner-Krankenhaus am 1. Juni 1942 nur kurze Zeit seiner eigentlichen Bestimmung als Kinder- und Frauenklinik übergeben, denn schon im Juli 1942 richtete die Luftwaffe ein Lazarett in der Klinik ein. Ab August 1943 wurden die neugeborenen Kinder von Zwangsarbeiterinnen in der „Ausländerkinderpflegestätte“, deren genauer Standort nicht geklärt ist, im dortigen Winifred-Wagner-Heim untergebracht. Der Chefarzt des Krankenhauses wurde in einem Entnazifizierungsverfahren von einer Spruchkammer als Hauptbelasteter klassifiziert und zu fünf Jahren Arbeitslager verurteilt.
Am 9. Mai 1945, einen Tag nach der bedingungslosen Kapitulation der Wehrmacht, übernahm die US Army das Krankenhaus als 120th Station Hospital. Ende 1949 wurde es für deutsche Kriegsversehrte geöffnet und 1950 als Versehrtenkrankenhaus dem Freistaat Bayern übergeben. Von 1950 bis 1954 war Paul Rostock dort Chefarzt. Dem Chirurgen war im Nürnberger Ärzteprozess als ehemaligem Mitarbeiter Karl Brandts die Beteiligung an Menschenversuchen in den Konzentrationslagern Natzweiler-Struthof, Sachsenhausen und Dachau zur Last gelegt worden; aus Mangel an Beweisen wurde er 1947 jedoch freigesprochen. Von 1950 bis 1957 war Martin Sommer, der als „Henker von Buchenwald“ in die Geschichte einging, im Versehrtenkrankenhaus Patient.
Nach kurzen Überlegungen über die Schließung des Krankenhauses begann man 1957 die Behandlung von Querschnittpatienten. Ein möglicher Ausbau zum Universitätsklinikum in den 1960er Jahren wurde schnell ad acta gelegt. Stattdessen wurde in den Folgejahren der Ausbau des Zentrums für Rückenmarkverletzte weiter vorangetrieben und weitere Fachabteilungen eingerichtet. Seit 1993 trägt das Krankenhaus den Namen „Krankenhaus Hohe Warte Bayreuth“. 1998 wurde die Klinik für Schädel-Hirn-Verletzte eröffnet, 1999 folgte die Einrichtung einer Stroke Unit.
Im Jahr 2000 wurde ein neuer Funktionsbau inklusive einer Intensivstation mit 16 Betten fertiggestellt. Die Kosten des Neubaus mit 35 000 Kubikmetern umbauten Raum und einer Nutzfläche von 3500 Quadratmetern beliefen sich auf 65 Millionen DM. Drei Jahre später folgte die Grundsteinlegung für eine Erweiterung des Hauptgebäudes. 2004 wurde die Fusion des KHW mit dem Klinikum Bayreuth als Klinikum Bayreuth GmbH beschlossen. Der Träger ist nun der Krankenhauszweckverband Bayreuth als Körperschaft des öffentlichen Rechts. Mitglieder sind die Stadt Bayreuth und der Landkreis Bayreuth. Vorsitzender des Aufsichtsrats ist der Landrat des Landkreises Bayreuth, Florian Wiedemann.

## Kliniken und Institute
Das Krankenhaus verfügt derzeit über 12 Kliniken und Institute.
- Neurologische Klinik mit Stroke Unit
- Orthopädische Klinik
- Neurochirurgische Klinik
- Urologische Klinik
- Klinik für Querschnittgelähmte
- Klinik für Schädel-Hirn-Verletzte
- Institut für Anästhesiologie und Intensivmedizin
- Institut für Radiologie
- Hals-Nasen-Ohrenheilkunde (10 Belegbetten)
- Mund-, Kiefer- und Gesichtschirurgie (1 Belegbett)
- Augenklinik (4 Belegbetten)
- Tagesklinik für hirngeschädigte Patienten